# Dulenkerken
Koordinaten: 51° 23′ 27″ N, 8° 55′ 8″ O
Dulenkerken ist eine Wüstung in der Gemarkung von Vasbeck in der nordhessischen Gemeinde Diemelsee.

## Geographische Lage
Die Lage des Orts ist näherungsweise mit Koordinaten des Landesgeschichtlichen Informationssystem Hessen bekannt. Er befand sich nahe der Burg Grimmenstein, einer von den Grafen von Waldeck errichteten Burganlage. Der Ort lag auf etwa 377 Meter über Normalhöhennull nordöstlich von Vasbeck an einem Südhang nördlich der Landesstraße L 3078 von Vasbeck nach Massenhausen. Dort findet sich heute der Flurname „Auf der Eulenkirche“.

## Geschichte
Zur Geschichte des Orts ist nur wenig bekannt. Eine dazu bekannte urkundliche Erwähnung findet sich in einem Verzeichnis von Zehnt-Einkünften der Abtei Corvey aus dem 13. Jahrhundert, in dem die „munitio“ Dulenkerken als Zehntbesitz der Abtei erscheint. Es handelte sich bei dieser „Befestigung“ wohl um ein Festes Haus der Abtei.